# Small Faces (1966)
Small Faces is het debuutalbum van de Britse rockgroep Small Faces. Het werd op 11 mei 1966 uitgegeven door Decca Records. Ian Samwell verzorgde de muzikale productie en Glyn Johns was geluidstechnicus van dienst. Twee van de liedjes werden tevens als singles uitgebracht: "Whatcha Gonna Do About It" (6 augustus 1965) en "Sha-La-La-La-Lee" (28 januari 1966). De eerste single bereikte de veertiende plaats in Britse hitlijst en de tweede single bereikte de derde plaats, evenals het album zelf.

## Tracklist
| Nr. | Titel                     | Schrijver(s)                                               | Duur |
| --- | ------------------------- | ---------------------------------------------------------- | ---- |
| 1.  | Shake                     | Sam Cooke                                                  | 2:55 |
| 2.  | Come On Children          | Kenney Jones, Ronnie Lane, Steve Marriott en Jimmy Winston | 4:20 |
| 3.  | You'd Better Believe It   | Kenny Lynch, Jerry Ragovoy                                 | 2:19 |
| 4.  | It's Too Late             | Jones, Lane, Marriott, Winston                             | 2:37 |
| 5.  | One Night Stand           | Lane, Marriott                                             | 1:50 |
| 6.  | Whatcha Gonna Do About It | Ian Samwell, Lane, Marriott                                | 1:59 |

| Nr. | Titel                                                              | Schrijver(s)                       | Duur |
| --- | ------------------------------------------------------------------ | ---------------------------------- | ---- |
| 7.  | Sorry She's Mine                                                   | Lynch                              | 2:48 |
| 8.  | Own Up Time                                                        | Jones, Lane, Marriott, Ian McLagan | 1:47 |
| 9.  | You Need Loving (een bewerking van You need love van Willie Dixon. | Lane, Marriott                     | 3:59 |
| 10. | Don't Stop What You're Doing                                       | Jones, Lane, Marriott, McLagan     | 1:55 |
| 11. | E Too D                                                            | Lane, Marriott                     | 3:02 |
| 12. | Sha-La-La-La-Lee                                                   | Lynch, Mort Shuman                 | 2:56 |

## Musici
- Ronnie Lane - basgitaar, zang
- Kenney Jones - drums
- Steve Marriott - leadgitaar, zang
- Ian McLagan - orgel, gitaar, zang